# パーラ朝

パーラ朝
পাল সাম্রাজ্য
Pal Samrajyô

パーラ朝の版図（紫）。この王朝とともに、ラーシュトラクータ朝（オレンジ）、プラティーハーラ朝（緑）が鼎立していた。

パーラ朝（パーラちょう、英語：Pala dynasty、ベンガル語:  পাল সাম্রাজ্য (Pal Shamrajjo)）は、8世紀後半から12世紀後半まで、北東インド（ベンガル地方とビハール地方を中心とした地域）を支配した仏教王朝（750年 - 1162年あるいは1174年）。首都はパータリプトラ、ガウル。

## 歴史

### 王朝の創始
7世紀後半にヴァルダナ朝が滅亡したのち、ベンガル地方とビハール地方は無政府状態に陥り、北西インドのプラティーハーラ朝とデカンのラーシュトラクータ朝の侵入もあって、この地域は「マンスヤンヤーヤム（魚の法律、すなわち弱肉強食をあらわす）」と呼ばれた。
そのため、この地方の混乱を収拾しようという動きがあらわれ、750年頃にゴーパーラが各地の名士たちによる公式な選挙で王に選出された（ゴーパーラの父シュリー・ヴャプヤタは、この混乱期に武力で小王国を建設した有能な戦士だったようだ）。『ラーマチャリタ』によるとパーラ朝の故地はヴァイレーンドリーとされており、ゴーパーラは同地で王位についたといわれている。
この王家の起源は不明であるが、ラージプートの王朝などのように、その祖先を神話や史詩の英雄にさかのぼらせていない点から、クシャトリヤでもバラモンでもなかったと推定される。

### カナウジをめぐる争い

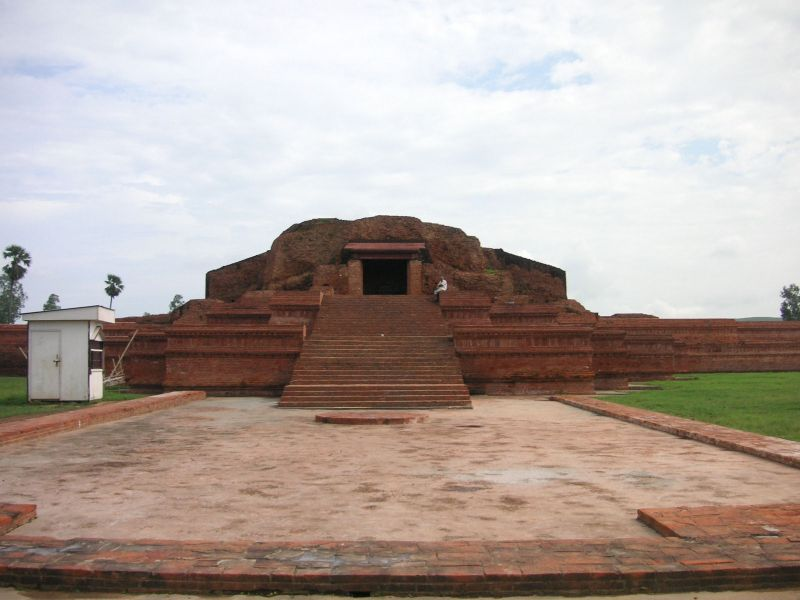
ヴィクラマシーラ寺院の遺跡

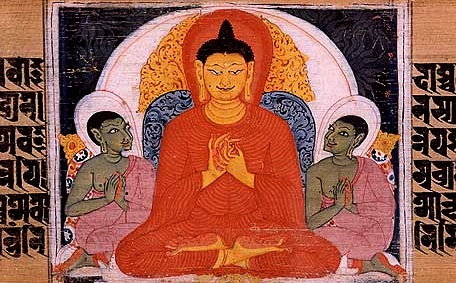
パーラ朝時代の仏教絵画

770年、ゴーパーラの息子で次王ダルマパーラが王位を継承した。その治世、デカン地方のラーシュトラクータ朝、北西インドのプラティーハーラ朝とカナウジをめぐり激しく争った。カナウジは小国アーユダ朝が支配していたが、ヴァジュラーユダの死後に二人の息子インドイラーユダとチャクラーユダが王位をめぐり争い、インドラーユダが王位を継承した。敗れたチャクラーユダはパーラ朝のダルマパーラと同盟してカナウジに侵攻、インドラーユダはヴァッツァラージャに援助を求め、彼もこれに応じた。
こうして、インドラーユダと同盟するヴァッツァラージャは、チャクラーユダと同盟する
パーラ朝の領土に攻め入り、その軍勢を撃破してベンガル・ビハールに攻め入った。ところが、ラーシュトラクータ朝のドゥルヴァがすかさずにデカンからプラティーハーラ朝に侵攻し、ヴァッツァラージャはこれに敗れ、ラージャスターンのジャーロールへと逃げた。
その後、ダルマパーラはヴァッツァラージャの支援をなくしたインドラーユダを見て、カナウジを攻撃し、この地を占領した。インドラーユダは今度はドゥルヴァに支援を求め、パーラ朝はドゥルヴァに敗られ、カナウジを奪還された。だが、ラーシュトラクータ朝の全軍がデカンに引き上げて戦場を明け渡すと、パーラ朝がインドラーユダを排除してカナウジを奪還、チャクラーユダを王位につけた。そして、北インド（パンジャーブ、ラージャスターンなど）の諸王を招いて大会議（ダルバール）を開き、自ら祭主となってチャクラーユダの即位式を挙げているが、これはチャクラーユダがパーラ朝の宗主権を言受け入れたことを示していた。
ここにダルマパーラはパーラ朝のベンガルからカナウジに及ぶ大帝国を築き上げた。その後、ドゥルヴァの後継者ゴーヴィンダ3世がヴァッツァラージャの後継者ナーガバタ2世を破ったのち、ダルマパーラは南方遠征に向かう情報をつかんだ。ダルマパーラはチャクラーユダとともにゴーヴィンダ3世に貢納品を送り、ラーシュトラクータ朝と講和を結んだ。
だが、ナーガバタ2世はラーシュトラクータ朝が南方遠征に専念して北方に関心を示さなくなると、プラティーハーラ朝は北インドの覇権を狙って行動するようなる。チャクラーユダのアーユダ朝を滅ぼして、カナウジを占領、その地に遷都した。ダルマパーラもにムドゥガギリ（ムンゲール）で敗れ、北インドの覇権はプラティーハーラ朝に取って代わられた。
なお、ダルマパーラは熱心な仏教徒で、ヴィクラマシーラ寺院など多くの僧院を建設し、グプタ朝の時代に建設されたナーランダー僧院など、かつてから存在した仏教寺院も保護された。

### デーヴァパーラの治下での最盛期
ダルマパーラの息子デーヴァパーラの治世、パーラ朝は最盛期を迎えた。
デーヴァパーラは父ダルマパーラが北インドで敗北したのを見て、東部での足場を固めることにした。彼はアッサム地方とオリッサ地方北部に侵攻し、それぞれの王に宗主権を認めさせた。また、その勢力はネパールの一部にまで及んだ。
また、プラティーハーラ朝が弱小な王ラーマバドラであることを見て、デーヴァパーラは反撃に出た。ビハールからヴァーラーナシー一帯に至る地域はパーラ朝の領土になり、ガンジス川一帯に広大な領土が築かれた。次のボージャ1世も東部に支配を拡大しようとしたが、デーヴァパーラによって阻止された。
パーラ朝は東南アジアとも盛んに交易を行い、仏教を通した交流もあった。デーヴァパーラの治世もまた同様に信仰の篤い仏教徒であった。王の治世には有名なところではシャイレーンドラ朝からの使節が来訪し、目的は同王朝が建てたナーランダー僧院に5ヶ村を施与することにあった。

### パーラ朝の弱体化
デーヴァパーラの死後、弱小な王が続き、その大帝国の維持に困難をきたすようになってきた。デーヴァパーラの息子マヘーンドラパーラはすぐに死亡し、名将と誉れ高い従兄弟ヴィグラハパーラ1世が王位についたが、その息子ナーラーヤナパーラのために退位した。
ナーラーヤナパーラの長い治世、860年にラーシュトラクータ朝の君主アモーガヴァルシャ1世の侵攻を受け、その軍勢に敗れた。ただし、これは征服目的ではなかったため、領土の縮小にはつながらなかった。また、9世紀後半にボージャ1世のもとでプラティーハーラ朝が台頭し、パーラ朝の領域を侵食した。次代マヘーンドラパーラ1世の治世にはさらに領域を侵食され、マガダ地方が奪われたが、ベンガルの主要部分をなんとか保持した。
ナーラーヤナパーラの治世末期、916年から917年にかけてラーシュトラクータ朝のインドラ3世にプラティーハーラ朝に侵攻し、その君主マヒーパーラ1世は一時王位を追われた。パーラ朝はその混乱に乗じて、マヘーンドラパーラ1世に征服されたマガダ地方を奪還した。
10世紀に入ると、プラティーハーラ朝は弱体化して分裂し、かつての力を失い、ガズナ朝のマフムードの侵攻を受けて事実上滅亡した。ラーシュトラクータ朝も南方のチョーラ朝との抗争、内乱で弱体化し、10世紀後半には封臣チャールキヤ家のために滅亡することになった。
だが、ラージヤパーラの治世、最大の脅威であったプラティーハーラ朝が衰退したにもかかわらず、パーラ朝は再び縮小期に入った。パーラ朝もまた、プラティーハーラ朝が衰退した要因のひとつであるサーマンタ（封臣）の自立化に直面しなけられならなかった。すでに10世紀前半にはベンガル東部は仏教徒の王カーンティデーヴァが独立し、11世紀になるとチャンドラ朝が同地方を支配し、やがてベンガル南部に進出した。ベンガル北部および西部にはカンボージャ朝が10世紀後半に独立を果たした。
だが、マヒーパーラ1世は王朝の第二の創始者といわれ、ベンガルを逐われてマガダ地方に支配を限定されていたパーラ朝はその治世に再び勢力を盛り返した。彼は1000年までにベンガル北部、東部の大部分を回復し、ヴァーラーナシーさえも支配下に置といわれる。
とはいえ、1023年にパーラ朝はチョーラ朝のラージェーンドラ1世の軍勢に敗れ、その軍がガンジス川流域にまで到達するなど、王朝の衰運は止めることができなかった。この軍勢の目的はガンジス川の聖水など戦利品目的であったため、領土の縮小にはいたらなかったものの、南のカラチュリ・チェーディー朝のガーンゲーヤがそののち侵攻するとパーラ朝の軍勢は敗れ、ヴァーラーナシー一帯が征服された。
パーラ朝はその後、内紛でベンガルを失い、さらには後期チャールキヤ朝の君主ヴィクラマーディティヤ6世の攻撃を受け、徐々に弱体化した。ラーマパーラの時代、周辺のサーマンタ、同盟勢力の協力もあって、一時的ながらもマヒーパーラ1世時代の勢力を回復することに成功した。
だが、その後はサーマンタの自立、周辺勢力の圧迫があって領土は縮小した。加えて、ベンガルの新興王朝であるセーナ朝に圧迫されて、王朝はまったく振るわず、ビハールの一勢力となった。
そして、マダナパーラの治世、1162年頃にセーナ朝に滅ぼされた。とはいえ、ゴーヴィンダパーラという人物が継いだともされるが、それでも1174年には滅亡している。

## 仏教の繁栄

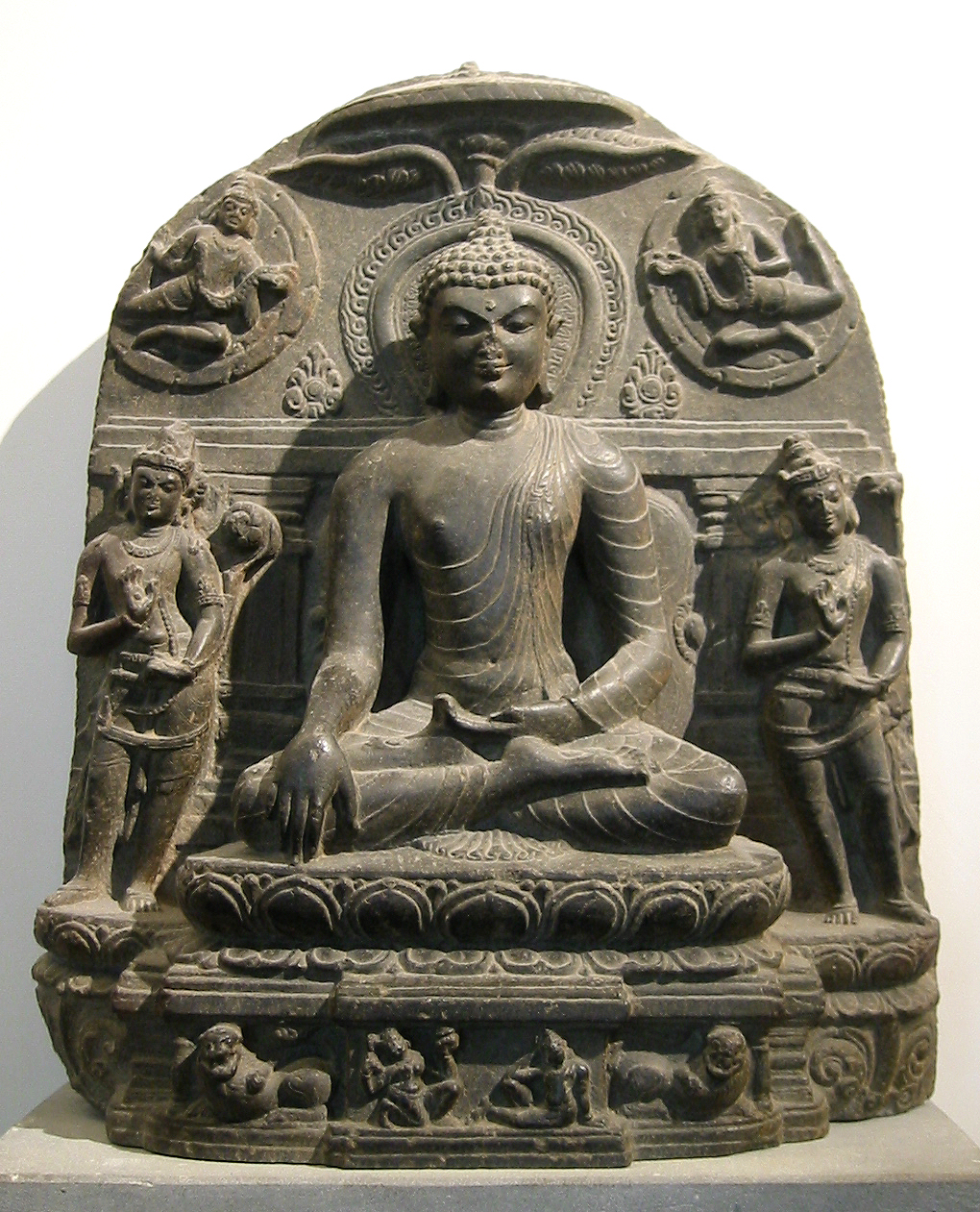
パーラ式仏像の例

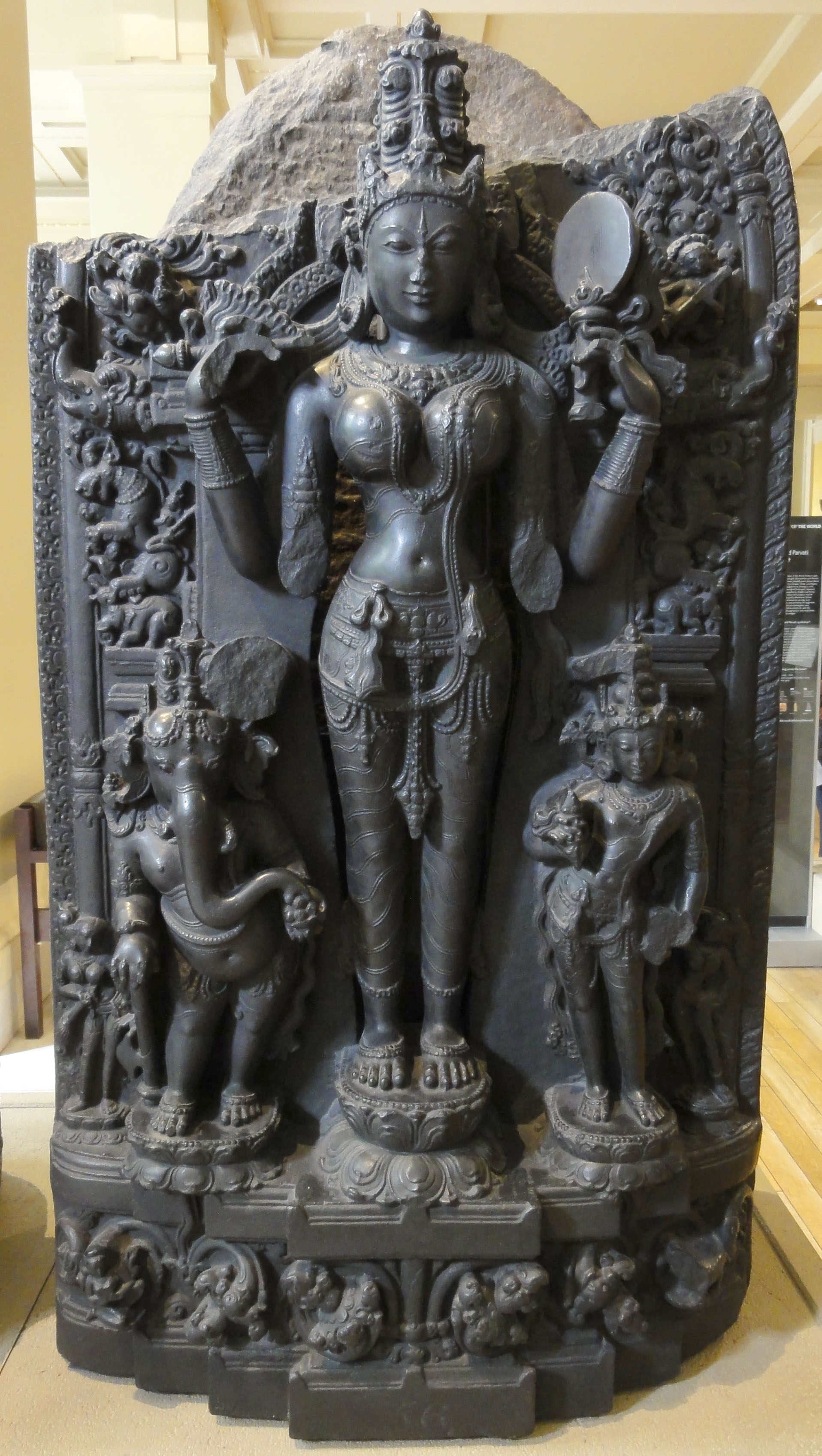
ヒンドゥー教の女神ラリター

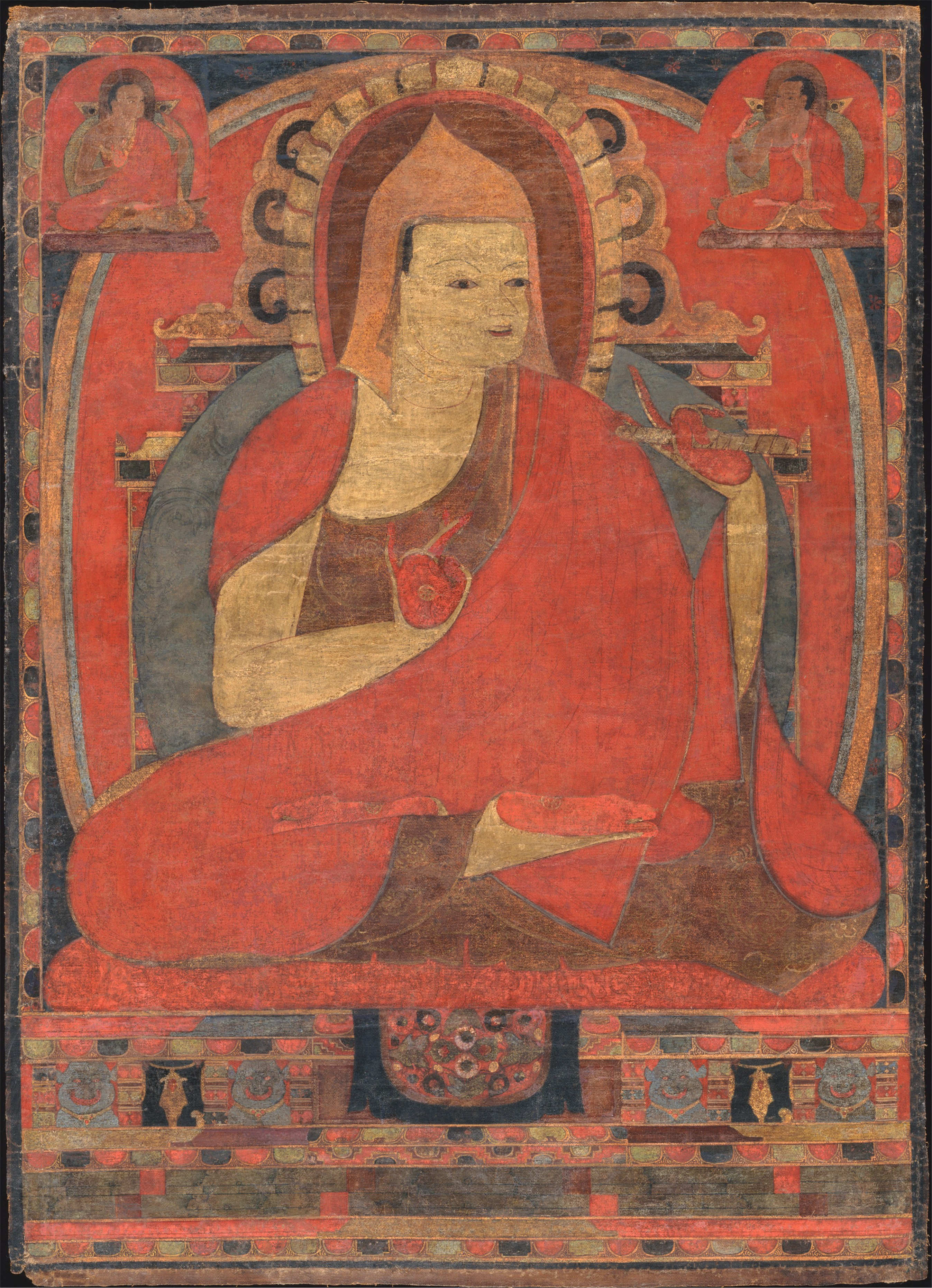
アティーシャの肖像。チベット仏教中興の祖である彼は、この王朝の出身である。

パーラ朝の歴代の王は、仏教を保護し、当時の北部ベンガルには、ヴィハーラ（僧院）が多かったため、のちのビハールの語源となるほどであった。
8世紀の後半に、インド哲学の巨匠シャーンタラクシタと大密教行者パドマサンバヴァなどを、チベットへ仏教使節を派遣した。
パーラ朝時代の仏教は、密教としての仏教がさかんでいわゆるタントラ仏教であったため、チベット仏教もその影響を強くうけている。
また、芸術を保護したため、絵画、彫刻、青銅の鋳造技術が著しく進歩して、仏教美術では、「パーラ式仏像」を生み出して世界的に有名となり、その美術は「パーラ派」や「東方派」と呼ばれ、優れた技巧と典雅な意匠で知られている。
とはいえ、民衆は仏教のみならず、ヒンドゥー教を信仰する者もいた。

## 歴代君主
- ゴーパーラ1世（Gopala I, 在位：750年 - 780年）
- ダルマパーラ（Dharmapala, 在位：780年 - 810年）
- デーヴァパーラ（Devapala, 在位：810年 - 850年）
- マヘーンドラパーラ（Mahendrapala, 在位：850年 - 854年）
- ヴィグラハパーラ1世（Vigrahapala I, 在位：854年）
- ナーラーヤナパーラ（Narayanapala, 在位：854年 - 920年）
- ラージュヤパーラ（Rajyapala, 在位：920年 - 952年）
- ゴーパーラ2世（Gopala II, 在位：952年 - 969年）
- ヴィグラハパーラ2世（Vigrahapala II, 在位：969年 - 995年）
- マヒーパーラ1世（Mahipala I, 在位：995年 - 1043年）
- ナヤパーラ（Nayapala, 在位：1043年 - 1058年）
- ヴィグラハパーラ3世（Vigrahapala III, 在位：1058年 - 1075年）
- マヒーパーラ2世（Mahipala II, 在位：1075年 - 1080年）
- シューラパーラ（Shurapala, 在位：1080年 - 1082年）
- ラーマパーラ（Ramapala, 在位：1082年 - 1124年）
- クマーラパーラ（Kumarapala, 在位：1124年 - 1129年）
- ゴーパーラ3世（Gopala III, 在位：1129年 - 1143年）
- マダナパーラ（Madanapala, 在位：1143年 - 1162年）
- ゴーヴィンダパーラ（Govindapala, 在位：1162年 - 1174年）